# Pycreus opulentus
Pycreus opulentus är en halvgräsart som beskrevs av Ethirajalu Govindarajalu. Pycreus opulentus ingår i släktet Pycreus och familjen halvgräs. Inga underarter finns listade i Catalogue of Life.